# 阿德萊德澳式足球會
阿德萊德澳式足球會，綽號“烏鴉”，是澳大利亞澳式足球聯盟的一支澳式足球球隊，基地位於南澳大利亞州的阿德萊德。球會成立於1990年，並於1991年賽季進行了第一場賽事。
球隊的教練是尼奧.格里，隊長沙蒙.告特文。球會的球場在西湖的AAMI 球場（以前的足球運動場），而隊歌是《南澳大利亞的光榮》（基於美國海軍陸戰隊的《海陸軍歌》調子）。

## 外部連結
- 阿德萊德澳式足球會官方網站Official Website of the Adelaide Football Club （页面存档备份，存于）
- AFL官方網站Official Website of AFL （页面存档备份，存于）
- BigFooty網站的阿德萊德烏鴉隊討論板 （页面存档备份，存于）